# NGC 6934
NGC 6934，也稱為科德韋爾47，是位於海豚座的一個球狀星團 ，距地球大約50,000光年。它是威廉·赫歇爾在1785年9月24日發現的。

## 外部連結
- WikiSky上关于NGC 6934的内容：DSS2, SDSS, GALEX, IRAS, 氢α, X射线, 天文照片, 天图, 文章和图片
- A Distant Backwater of the Milky Way（页面存档备份，存于） — ESA/Hubble Picture of the Week